# Warfare
Pour plus de détails, voir Fiche technique et Distribution.
Warfare, ou Histoire de guerre au Québec, est un film américain réalisé par Ray Mendoza et Alex Garland et sorti en 2025. Il s'inspire de la vie de Ray Mendoza, coréalisateur du film, ancien membre des U.S. Navy SEAL durant la guerre d'Irak. Il retrace le combat de rencontre que lui et son peloton ont vécu le 19 novembre 2006, au lendemain de la bataille de Ramadi.
Le film suit ainsi, en temps réel, un peloton des SEAL en mission à travers le territoire insurgé en 2006.
Le clip de la chanson : "Call on me" d'Éric Prydz sortit en 2004 apparaît au début du film.

## Synopsis
Pendant la bataille de Ramadi en 2006, la section Alpha One des Navy SEALs prend le contrôle d'une maison locale à la faveur de l'obscurité. Découvrant que l'étage supérieur est un appartement séparé, ils percent un mur pour y pénétrer. L'officier de communication JTAC Ray Mendoza coordonne l'appui aérien pour surveiller leur position, tandis que le tireur d'élite et infirmier Elliott Miller surveille un marché de l'autre côté de la rue. Ils assurent la surveillance d'une opération des Marines américains.
Les traducteurs Farid et Noor apprennent que différentes familles se trouvent aux deux étages du bâtiment et leur disent de rester silencieuses sur place. Ray et Elliott observent une augmentation de l'activité et retirent le soutien aérien. Le lieutenant McDonald de l'ANGLICO demande par radio des moyens aériens tandis que les traducteurs signalent que l'ennemi a lancé un appel aux armes. L'officier responsable Erik charge les traducteurs de surveiller certaines parties du bâtiment. Une grenade est lancée dans la salle des tireurs d'élite, blessant Elliott et commotionnant Tommy et Frank. Un CASEVAC est appelé pour évacuer Elliott. Pour se préparer, l'équipe rassemble ses armes et fait sauter des mines Claymore. À travers une fumée dense, les traducteurs irakiens conduisent Elliott, Sam, Tommy et Erik jusqu'à la M2 Bradley qui les attend. Au moment où la rampe s'abaisse, un IED explose, tuant un traducteur et blessant Elliott et le premier maître Sam. Le M2 Bradley, qui a également subi des pertes, se retire.
La section Alpha One se replie et se réorganise dans la maison. À l'intérieur, ils s'occupent de Sam et d'Elliott, tous deux gravement blessés, Elliott étant complètement inconscient. Erik appelle la section Alpha Two à se replier d'urgence sur leur position, mais leur progression est retardée par des échanges de tirs dans la rue. Le soutien aérien revient, mais comme les chasseurs ennemis sont très proches de la position d'Alpha One, McDonald ne peut coordonner qu'une démonstration de force. Ray détermine que Sam a besoin d'un garrot, mais il est incapable de l'appliquer parce que ses mains tremblent. Au lieu de cela, il place son genou sur la blessure de Sam, augmentant ainsi son agonie. Ray se dissocie, Erik intervient pour poser le garrot. Elliott reprend conscience et hurle de douleur pendant que McDonald s'occupe de ses blessures. Elliott indique à McDonald que la morphine se trouve dans son sac et elle est finalement administrée à Elliott et à Sam.
La section Alpha Two atteint le bâtiment d'Alpha One. Erik, gravement décontenancé, cède sa place à Jake, le chef d'Alpha Two. La demande d'évacuation médicale de Jake est refusée par crainte d'une nouvelle attaque à l'IED. Il ordonne à son officier de communication, John, de se faire passer pour le commandant de l'armée afin d'approuver leur évacuation. Le matériel est récupéré dans la rue avant qu'Elliott et Sam ne soient embarqués chacun dans un M2 Bradley. L'équipe retourne à la maison alors que les insurgés convergent vers leur position. Croyant qu'ils ont pu s'infiltrer au deuxième étage depuis le toit, Jake ordonne à deux autres M2 Bradley d'attaquer le dernier étage de l'immeuble. Sous couvert d'une nouvelle démonstration de force, Alpha One et Alpha Two sont extraits par les Bradley et quittent le quartier sous un feu nourri d'armes légères. Les familles présentes dans la maison sortent lentement de leurs chambres, réalisant que les militaires sont partis. Les insurgés survivants se rassemblent prudemment dans la rue et constatent les restes du traducteur irakien.
Le film se termine sur le carton de titre : For Elliott. Avant le générique de fin, les membres de l'équipe 5 du SEAL qui ont participé à la mission sont montrés en train de participer à la production du film.

## Fiche technique
Sauf indication contraire, les informations mentionnées dans cette section peuvent être confirmées par la base de données cinématographiques IMDb,  présente dans la section « Liens externes ».
- Titre original : Warfare
- Réalisation et scénario : Ray Mendoza et Alex Garland
- Musique : N/A
- Direction artistique : Declan O'Brien
- Décors : N/A
- Costumes :  David Crossman et Neil Murphy (II)
- Photographie : David J. Thompson
- Montage : Fin Oates
- Production : Andrew Macdonald, Matthew Penry-Davey, Allon Reich et Peter Rice
- Société de production : DNA Films
- Société de distribution : A24 (États-Unis)
- Budget : N/A
- Pays de production :  États-Unis
- Langue originale : anglais
- Format : couleur - 2.35:1 - 35 mm - son : DTS / Dolby Digital / SDDS
- Genre : guerre, drame biographique
- Dates de sortie[2] :
  - États-Unis : 11 avril 2025
  - France : 15 juin 2025 (sur Prime Video)
- Classification[3] :
  - États-Unis : R

## Distribution
- D'Pharaoh Woon-A-Tai (en) (VF : Romain Altché ; VQ : Philippe Vanasse-Paquet) : Ray Mendoza
- Will Poulter (VF : Benjamin Penamaria ; VQ : Xavier Dolan) : Erik
- Cosmo Jarvis (VF : Jérémie Bédrune ; VQ : Pierre-Yves Cardinal) : Elliot Miller
- Kit Connor (VF : Gabriel Bismuth-Bienaimé ; VQ : Matis Ross) : Tommy
- Finn Bennett (en) (VF : Gauthier Battoue ; VQ : Frédéric Millaire Zouvi) : John
- Taylor John Smith (VF : Baptiste Caillaud ; VQ : Victor Naudet) : Frank
- Michael Gandolfini (VF : Thibaut Lacour ; VQ : Nicolas Poulin) : le lieutenant McDonald
- Adain Bradley (VF : Nicolas Dussaut ; VQ : Patrick Emmanuel Abellard) : le sergent Laerrus
- Noah Centineo (VF : Arnaud Laurent) : Brian / Zawi
- Evan Holtzman (VF : Juan Llorca ; VQ : Martin Boily) : Brock
- Henry Zaga (VF : Kévin Goffette ; VQ : Nicolas Centeno-Benoit) : Aaron
- Joseph Quinn (VF : Jim Redler ; VQ : Marc-André Brunet) : Sam
- Charles Melton (VF : Nicolas Duquenoy ; VQ : Nicolas Charbonneaux-Collombet) : Jake
- Alex Brockdorff (en) : Mikey
- John Adkins (VF : Stéphane Fourreau ; VQ : Jean-François Beaupré) : Manchu

 Source et légende : version française (VF) sur RS Doublage

## Production
En février 2024, il est annoncé qu’A24 développe un film de guerre réalisé par Ray Mendoza et Alex Garland. Les deux hommes avaient déjà travaillé ensemble sur le précédent film du cinéaste, Civil War (2024), sur lequel Ray Mendoza était conseiller militaire. Le duo a ensuite coécrit le scénario inspiré de la vie de Ray Mendoza et ils décident de le coréaliser. Lors de l’annonce du projet, Charles Melton est évoqué pour l’un des rôles principaux. Joseph Quinn est alors également envisagé.
En mars 2024, D'Pharaoh Woon-A-Tai est confirmé dans le rôle de Ray Mendoza, alors que le titre du film, Warfare, est officiellement confirmé. Kit Connor, Cosmo Jarvis, Will Poulter ou encore Finn Bennett sont également annoncés. Peu après, Alex Garland révèle son intention de se retirer de la réalisation de films pour se concentrer sur l'écriture, tout en annonçant que son rôle de réalisateur dans ‘’Warfare’’ est davantage un rôle de soutien à celui de Ray Mendoza.
En avril 2024, Noah Centineo, Taylor John Smith, Adain Bradley, Michael Gandolfini, Henry Zaga et Evan Holtzman rejoignent également la distribution.
Le tournage débute en mai 2024 à Londres,.